# Caloptilia mabaella
Caloptilia mabaella är en fjärilsart som först beskrevs av Otto Herman Swezey 1910.  Caloptilia mabaella ingår i släktet Caloptilia och familjen styltmalar. Inga underarter finns listade i Catalogue of Life.